# Zapovězená žena
Zapovězená žena (v originále La Femme défendue) je francouzský hraný film z roku 1997, který režíroval Philippe Harel. Snímek měl světovou premiéru na filmovém festivalu v Cannes dne 13. května 1997.

## Děj
Ženatý muž odveze domů mladou ženu. Flirtují spolu. Zpočátku trochu předstírá, že ho odmítá, ale nechá mu své telefonní číslo.

## Obsazení
| Isabelle Carré    | Muriel     |
| Philippe Harel    | François   |
| Nathalie Conio    | sekretářka |
| Sophie Niedergang | manželka   |
| Julien Niedergang | syn        |

## Ocenění
- César: nominace v kategorii nejslibnější herečka (Isabelle Carré)